# Кушкак (Аштіан)
Кушкак (перс. كوشكك) — село в Ірані, у дегестані Мазрае-Нов, у Центральному бахші, шахрестані Аштіан остану Марказі. За даними перепису 2006 року, його населення становило 43 особи, що проживали у складі 18 сімей.

## Клімат
Середня річна температура становить 13,66 °C, середня максимальна – 32,96 °C, а середня мінімальна – -9,39 °C. Середня річна кількість опадів – 220 мм.
| Клімат поселення                              | Клімат поселення | Клімат поселення | Клімат поселення | Клімат поселення | Клімат поселення | Клімат поселення | Клімат поселення | Клімат поселення | Клімат поселення | Клімат поселення | Клімат поселення | Клімат поселення | Клімат поселення |
| Показник                                      | Січ.             | Лют.             | Бер.             | Квіт.            | Трав.            | Черв.            | Лип.             | Серп.            | Вер.             | Жовт.            | Лист.            | Груд.            |                  |
| Середній максимум, °C                         | 8,88             | 11,35            | 16,73            | 22,62            | 27,09            | 31,34            | 32,96            | 31,94            | 28,45            | 22,54            | 16,15            | 9,77             |                  |
| Середня температура, °C                       | −0,26            | 2,23             | 7,59             | 13,47            | 17,98            | 22,21            | 26,10            | 25,09            | 21,59            | 15,70            | 9,28             | 2,90             |                  |
| Середній мінімум, °C                          | −9,39            | −6,91            | −1,53            | 4,35             | 8,84             | 13,09            | 19,23            | 18,23            | 14,73            | 8,84             | 2,42             | −3,96            |                  |
| Норма опадів, мм                              | 33               | 33               | 41               | 28               | 21               | 3                | 1                | 1                | 0                | 9                | 20               | 30               |                  |
| Середньомісячна швидкість вітру, м/с          | 1.35             | 2.00             | 2.55             | 2.89             | 2.69             | 2.50             | 2.78             | 2.40             | 2.19             | 2.16             | 1.96             | 1.30             |                  |
| Середньомісячна сонячна радіація, кДж/м²·день | 9469             | 12690            | 15179            | 18573            | 22453            | 26704            | 26055            | 24190            | 21000            | 15598            | 11198            | 9199             |                  |
| --------------------------------------------- | ---------------- | ---------------- | ---------------- | ---------------- | ---------------- | ---------------- | ---------------- | ---------------- | ---------------- | ---------------- | ---------------- | ---------------- | ---------------- |
| Джерело:                                      |                  |                  |                  |                  |                  |                  |                  |                  |                  |                  |                  |                  |                  |